# پورتسی (ویکتوریا)
پورتسی (به انگلیسی: Portsea) یک شهرک در استرالیا است که در ویکتوریا (استرالیا) واقع شده‌است.